# Варгас, Рамон
Рамон Варгас (исп. Ramón Vargas; род. 11 сентября 1960, Мехико) — мексиканский певец (лирический тенор), выступавший на многих знаменитых сценах по всему миру. С конца 1980-х ведущий солист Венской оперы.

## Биография
С девяти лет пел в хоре мальчиков Базилики Богоматери Гуадалупе в Мехико. Получил педагогическое образование, однако затем всё же посвятил себя музыке, а в 1982 г. выиграл Национальный конкурс вокалистов имени Карло Морелли. В том же году дебютировал в опере Йозефа Гайдна «Аптекарь». 
В 1983 году мексиканский дирижёр Эдуардо Мата дает Рамону Варгасу первую значимую роль в опере Верди «Фальстаф» (Фентон), а в 1984 году Рамон Варгас исполняет Дона Оттавио в «Дон Жуане» Моцарта. В 1986 г. последовала победа в конкурсе теноров имени Энрико Карузо в Милане, после чего Варгас начал выступать на сцене Венской государственной оперы, параллельно посещая вокальную школу Венского государственного оперного театра под руководством Лео Мюллера. 
В 1988—1990 гг. солист Люцернской оперы. В 1992 г. впервые вышел на сцену Метрополитен-оперы, заменив Лучано Паваротти. Среди дальнейших значительных событий в биографии Варгаса — выступление в «Реквиеме» Верди в Милане в день столетия со дня смерти композитора (27 января 2001 года).
На счету Рамона Варгаса более пятидесяти ведущих ролей, в основном из репертуара эпохи бельканто / романтизма. В дискографии Варгаса — участие в полных записях опер Россини «Севильский цирюльник», Доницетти «Фаворитка», Беллини «Капулетти и Монтекки», Верди «Фальстаф», Массне «Вертер» и др.